# フラボバクテリウム目
フラボバクテリウム目（Flavobacteriales）とは、真正細菌における目の一つである。 

## 概要
フラボバクテリア目は、 バクテロイデス門における目のうちの1つである。フラボバクテリウム目とバクテロイデス門の他の目とのゲノムの比較研究により、高度に保存された幾つかのインデルが特定されており、フラボバクテリウム目と他の目にて共通のタンパク質27種が互いに異なる遺伝子配列によって保存されていることが発見されている 。さらに、フラボバクテリア目にだけ存在すると思われるタンパク質38種も特定された 。このフラボバクテリウム目に特異的なタンパク質のうち、26種は現在までに配列決定されたフラボバクテリウム目の全ての種に存在し、残りの12種は1つまたは2つの種のみで欠落していた。これらのタンパク質は、この目に特異的な分子マーカーとなる。バクテロイデス門の他の目であるバクテロイデス目とフラボバクテリウム目に特異的なタンパク質も見つかっており、この2つの目には、他のバクテロイデス門の目とは異なる共有の祖先が存在することが示された。 